# بورگوس، لا یونیون
بورگوس، لا یونیون (به لاتین: Burgos, La Union) یک منطقهٔ مسکونی در فیلیپین است که در لا یونیون واقع شده‌است.

## خصوصیات
بورگوس ۷۰٫۸۰ کیلومترمربع مساحت و ۷٬۸۵۰ نفر جمعیت دارد.

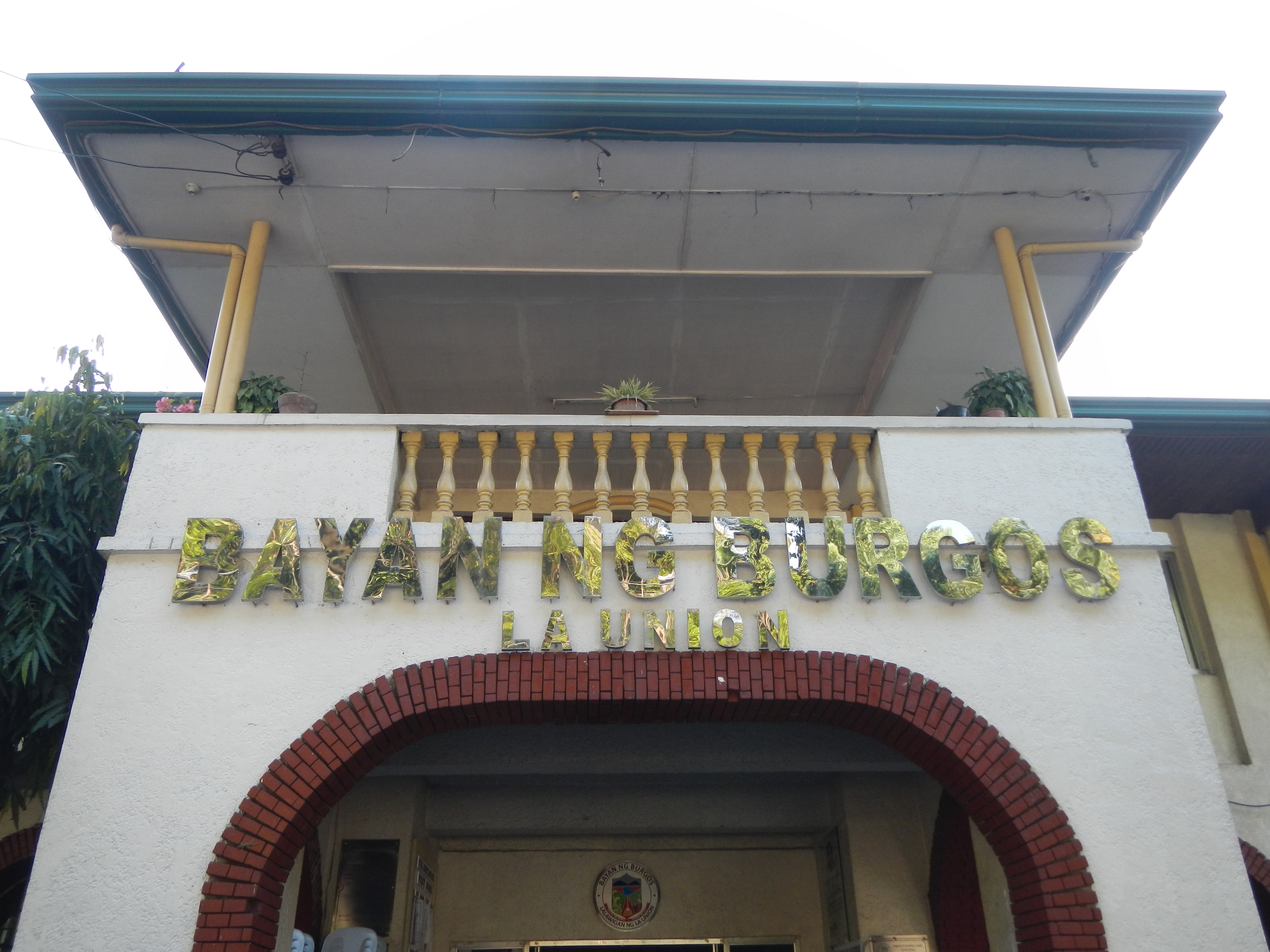
نمایی از ساختمان شورای منطقهٔ بورگوس، لا یونیون - ۲۰۱۴